# Galicea
Galicea es una comuna ubicada en el distrito Vâlcea, Rumania.

## Superficie
Posee una superficie de 55,72 kilómetros cuadrados.

## Demografía
Hasta 2021 la población era de 3268 habitantes, con una densidad de población de 58,65 habitantes por kilómetro cuadrado.